# کوه ویلبر (مونتانا)
کوه ویلبر (به انگلیسی: Mount Wilbur) یک کوه در ایالات متحده آمریکا است که در مونتانا واقع شده‌است. کوه ویلبر ۲٬۸۴۲٫۶ متر بالاتر از سطح دریا واقع شده‌است.